# ブルースで死にな
『ブルースで死にな』（ブルースでしにな）は、宇崎竜童通算6枚目のオリジナル・アルバム。2008年10月1日にエピックレコードジャパンから発売された。

## 解説
2003年の『The Way Home ―途上にて―』以来、5年1か月ぶりとなるオリジナル・アルバムは、宇崎竜童のデビュー35周年を記念して作られたCD2枚組・全31曲すべて新録音のブルース・アルバム。
すべての楽器パートとボーカルを一発録りで行う同時録音で制作され、全曲が臨場感と圧倒的な迫力に満ち溢れた音源に仕上がっている。
過去発表楽曲のリメイク、他の歌手への楽曲提供曲のセルフカバー、カバー曲、新曲より構成されている。
編曲者として金子隆博,小野瀬雅生,佐藤タイジ,佐々木潤らを迎えている。
CD盤ではあるが、宇崎のアナログレコード嗜好によりdisc1をA面、disc2をB面と表記・呼称している。
初回限定盤は4面デジパック仕様。・ソニー・ミュージックショップでの予約者には宇崎オリジナル・ポストカードが特典として進呈された。
本作と同日にソニー・ミュージックダイレクトからCD2枚組のベスト・アルバム『BLOSSOM-35th〜宇崎竜童ベスト・ソングス・コレクション』が発売された。

## 収録曲
特記以外　作詞:阿木燿子／作曲:宇崎竜童
A面（disc1）
1. ブルースで死にな （4:08）
  - 編曲:佐々木潤
  - 原田芳雄への提供曲。
  - 1998年、RUコネクション休止直後にリリースしたソロアルバム「Sweet Soul Ballad」にもセルフカバーが収録されている。
2. レイジー・レディ・ブルース （4:15）
  - 編曲:近藤和彦
  - ダウン・タウン・ブギウギ・バンドのセルフカバー。
3. 待ち呆けのブルース （5:48）
  - 編曲:近藤和彦
  - ダウン・タウン・ブギウギ・バンドのセルフカバー。
4. 沖縄ベイ・ブルース （5:41）
  - 編曲:土井淳
  - ダウン・タウン・ブギウギ・バンドのセルフカバー。
  - 2002年にリリースした「SAD&BLUE」に続いて2度目のリメイク。
5. アンタがいない （3:48）
  - 編曲:上石統
  - ダウン・タウン・ブギウギ・バンドのセルフカバー。
6. あゝブルース （3:18）
  - 編曲:横田明紀男
  - ダウン・タウン・ブギウギ・バンドのセルフカバー。
7. バッカス・ブルース （4:21）
  - 編曲:横田明紀男
  - 鈴木雅之・杉田二郎への提供曲。
  - 1998年、RUコネクション休止直後にリリースしたソロ・アルバム「Sweet Soul Ballad」にもセルフカバーが収録されている。
  - 今回のバージョンは横田明紀男のギター1本での演奏。
8. 横浜ホンキートンク・ブルース （3:18）
  - 作詞:藤竜也　作曲:エディ藩　編曲:横田明紀男
  - 松田優作,原田芳雄等、数多の歌手に歌唱された楽曲のカバー。
  - 宇崎バージョンは2002年「SMOKE&BOURBON」にも収録されている。ライブでも度々披露されるが、毎回歌詞の一部が変更されて歌われる。
9. アンタがいない （5:18）
  - 編曲:近藤和彦
  - ダウン・タウン・ブギウギ・バンドのセルフカバー。
10. BUBBLE UP BOOGIE （4:48）
  - 編曲:上石統
  - 竜童組のセルフカバー。
  - オリジナルはブギ（バージョンによってはスウィング）色が強くどちらかといえばスローテンポな楽曲であったが、今回はよりダイナミックな激しいサウンドになっている。
11. ララバイ・オブ・ユー （6:12）
  - 編曲:横田明紀男
  - ジョー山中への提供曲。
  - 映画「戦国自衛隊」のエンディングテーマ曲。
12. 新宿レイニーナイト （6:22）
  - 作詞:宇崎竜童　編曲:横田明紀男
  - 竜童組のセルフカバー。
  - 2002年リリース「SAD&BLUE」にも収録されている。
  - 今回は横田明紀男のギター・寺井尚子のヴァイオリンによるシンプルな編成で録音されている。
13. 腕（かいな） （5:24）
  - 編曲:横田明紀男
  - 原田芳雄への提供曲。
14. 石榴（ざくろ） （5:43）
  - 編曲:佐々木潤
  - 原田芳雄への提供曲。
15. 竹田の子守唄 （5:17）
  - 日本民謡　編曲:佐藤タイジ
  - 赤い鳥、桑田佳祐他、数多の歌手に歌唱されている楽曲。
  - 本作は佐藤タイジの爆音ギターによるロックバンド編成。
  - 2008年10月、テレビ東京「ミューズの晩餐」に出演の際は川井郁子のヴァイオリン演奏にて熱唱した。

B面（disc2）
1. 魂の1/2 （4:06）
  - 編曲:金子隆博
  - RUコネクションのセルフカバー。
  - 原曲はスローバラードだったが、今回はテンポが上がり編曲やボーカルも激しさを増したことに伴い宇崎・阿木夫妻の絆を彷彿させる歌詞がより鮮明により熱く浮き上がっている。
2. 哀愁のブルー・ノート （4:43）
  - 編曲:横田明紀男
3. 哀しみの河 （4:50）
  - 編曲:土井淳
4. アイム・ジャスト・ア・フーチークーチー・マン （4:25）
  - 編曲:横田明紀男
5. EVERYDAY, LONESOME BLUES （5:18）
  - 作詞:宇崎竜童　編曲:金子隆博
6. ええねん （4:08）
  - 編曲:土井淳
7. お前の為のブルース・シンガー （4:00）
  - 編曲:後藤雅広
8. 一番星ブルース （5:01）
  - 編曲:近藤和彦
9. 夜霧のブルース （3:49）
  - 作詞:島田磬也　作曲:大久保徳二郎　編曲:小野瀬雅生
10. マッカーサーのサングラス （4:31）
  - 編曲:土井淳
11. ベースキャンプ・ブルース （5:52）
  - 編曲:田中晴之
12. 知らず知らずのうちに （3:55）
  - 作詞:宇崎竜童　編曲:横田明紀男
13. I SAW BLUES （5:57）
  - 編曲:小野瀬雅生
14. B級パラダイス （5:40）
  - 編曲:佐藤タイジ
15. DON'T LOOK BACK （4:17）
  - 作詞:仲畑貴志・宇崎竜童　編曲:佐々木潤
16. RESPECT -偉大なる神々に捧ぐ- （6:48）
  - 編曲:小野瀬雅生